# Josip Tominšek
Josip Tominšek [jósip tomínšək], slovenski jezikoslovec, slavist, literarni zgodovinar, pedagog, ravnatelj, letalski funkcionar in planinec, * 4. marec 1872, Bočna, † 22. marec 1954, Ljubljana. Bil je častni član aerokluba Naša krila,  prvi častni meščan Celja in prvi predsednik ter ustanovitelj aerokluba Naša krila v Mariboru leta 1927.

## Življenje in delo
Po osnovni šoli v Gornjem Gradu je leta 1884 odšel na gimnazijo v Celje, nato je med letoma 1892 in 1896 študiral v Gradcu slavistiko, klasično filologijo, primerjalno jezikoslovje, pedagogiko in arheologijo, obiskoval je tudi tečaj za telovadne učitelje. Doktoriral je 1898 z disertacijo o starogrškem komično-parodičnem kratkem epu ''Vojna med žabami in mišmi''. Poučeval je na gimnaziji v Ljubljani, Kranju, Gorici in bil leta 1911 premeščen za ravnatelja na klasično gimnazijo v Maribor, kjer je delo opravljal do upokojitve. Bil je član deželnega šolskega sveta in nadzornik za telovadbo v slovenskih in italijanskih šolah, dejavno je gojil vrsto športov. 
Leta 1927 je bil ustanovni član aerokluba Naša krila in njegov prvi predsednik. Aeroklub je pod njegovim delovanjem leta 1929 ustanovil akademsko jadralno skupino, v katero so se vključevali dijaki in je bila prva te vrste v Jugoslaviji ter uradno priznana s strani ministrstva iz Beograda. Leta 1937 je postal častni član aerokluba.
Pisal je literarnozgodovinske in kritične članke o Prešernu, Bleiweisu, Stritarju, Aškercu, Murnu, Cankarju in objavil razne ocene književnih izdaj. Veliko časa je posvetil področju šolstva, izdal je več učbenikov za grščino in latinščino ter za njune potrebe priredil Ksenofontov slovar (Dunaj 1909). Napisal je nekaj člankov o pouku klasičnih jezikov in o latinščini ter grščini. Kot slovenistični jezikoslovec je skušal uveljaviti svoja pravopisna pravila v delu Antibarbarus. Studije o napakah in pravilih slovenskega pisanja (1910) (COBISS), a pri tem ni imel uspeha. Ukvarjal se je z dialektologijo, v času študija je napisal seminarsko nalogo Narečje v Bočni in njega sklanjatev (izšla 1903) (COBISS), ki je bila prva predstavitev govora kakega štajerskega narečja. Bil je tajnik odbora za zbiranje slovenskih narečnih pesmi.
V letih 1908–41 je urejal Planinski vestnik in v 32 letih uredil 26 letnikov. V njem je v številnih člankih pisal o pomenu in ideologiji planinstva, posegal je v terminologijo, frazeologijo in slog ter se trudil dvigniti Planinski vestnik po vsebini in obliki na visoko raven.
Tominšek je postal leta 1952 prvi častni meščan Celja.

## Izbrana bibliografija
- Humanizem gimnazij v stari in novi luči. 1900/01. (COBISS)
- Smeri našega pravopisa in pravorečje. Ljubljana, 1904. (COBISS)
- Temeljna vprašanja o Prešernovem »Krstu pri Savici«. Ljubljanski zvon, 1905.[mrtva povezava] (COBISS)
- Grška slovnica. Ljubljana, 1908. (COBISS)
- Aforizmi o klasičnem pouku. Ljubljana, 1909. (COBISS)
- Bleiweisov zbornik. Ljubljana, 1909. (COBISS)
- Praprotnikov slovensko-nemški slovar. Ljubljana, 1918. (COBISS)
- Nemško-slovenski slovar: za domačo in šolsko rabo. Ljubljana, 1924. (COBISS)